# Villa Rivero (plaats)
Villa Rivero is een plaats in het departement Cochabamba in Bolivia. Het is de hoofdplaats van de gemeente Villa Rivero in de provincie Punata. 